# Raiffeisen Arena (Pruntrut)
Die Raiffeisen Arena ist eine Eissporthalle in der politischen Gemeinde Pruntrut im Schweizer Kanton Jura. 

## Geschichte
Die Patinoire du Voyeboeuf wurde 1973 fertiggestellt und ist die Heimspielstätte des Eishockeyclubs HC Ajoie aus der National League. Die Eishalle wird zudem für das Curling und zum Publikums-Eislauf genutzt. Bis 2019 betrug die Kapazität 4'200 Besucher, davon 1'200 auf Sitzplätzen. 
Ab Dezember 2018 begann eine umfassende Sanierung der Eishalle inklusive Erweiterung um eine zweite Eisfläche nach NHL-Massen. Am 24. November 2020 wurde die erste Partie in der neuen, 4'761 Zuschauer fassenden, Raiffeisen Arena ausgetragen.
Nach kleinen Anpassungen sowie dem Bau einer neuen Tribüne auf der nördlichen Seite der Eisfeldes erhöhte man die Kapazität der Raiffeisen Arena in der Saison 2022/23 auf 5178 Plätze, womit man die von der National League geforderte Mindestgrösse von 5000 erfüllte.

## Galerie

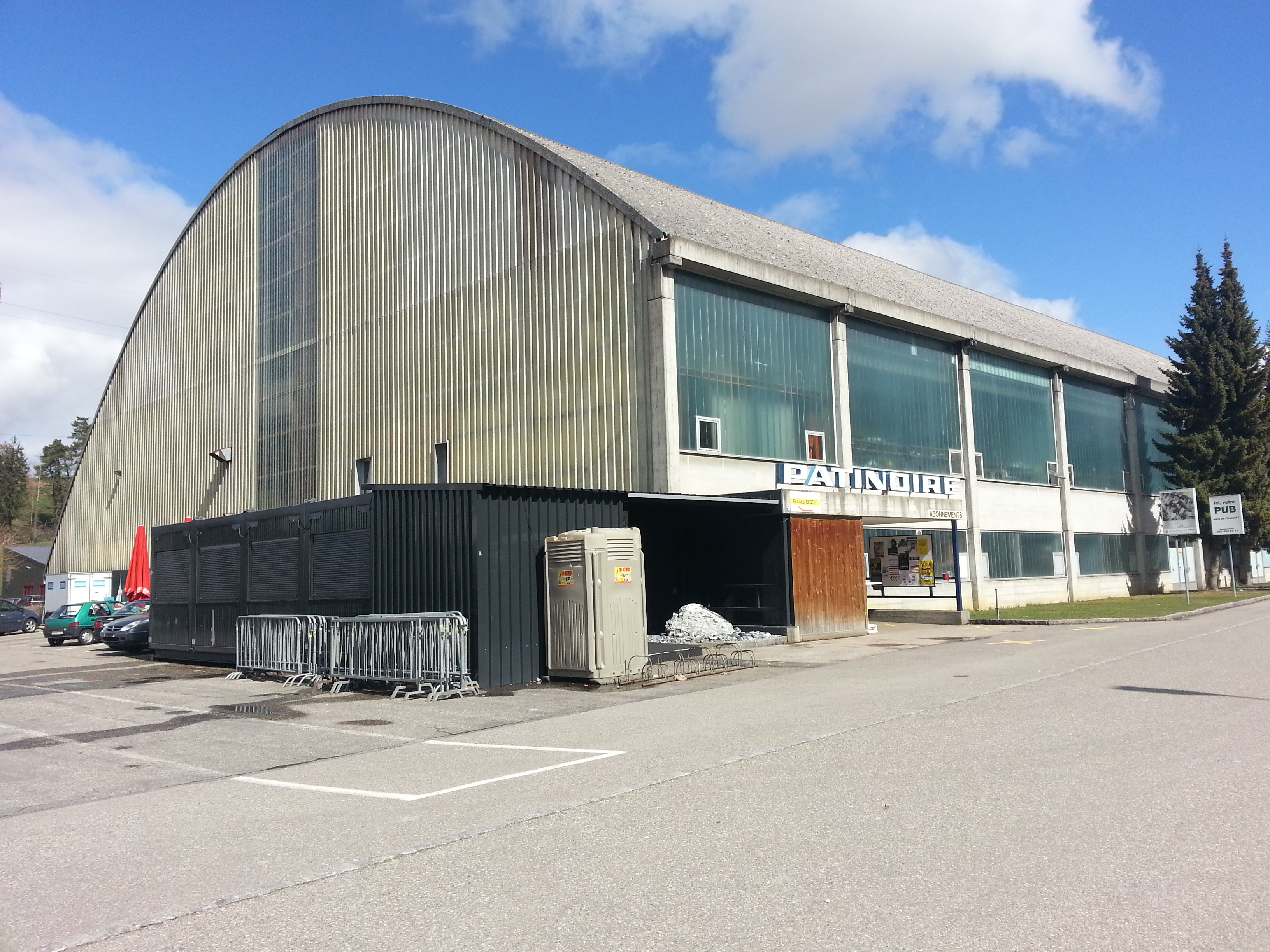
Aussenansicht vor der Sanierung